# Klaarkampster Weeshuis
Het Klaarkampster Weeshuis is een monumentaal pand in Franeker in de provincie Friesland.

## Beschrijving
Het huis met tuitgevels werd in 1552 gebouwd als gasthuis. In de periode 1597 tot 1665 diende het als weeshuis. De maniëristische gevelsteen (17 september 1598) op de hoek vermeldt dat prior Gerardus Agricola van klooster Klaarkamp bij Rinsumageest veel goeds heeft gedaan voor de weeskinderen. Een andere gevelsteen (6 januari 1665) vermeldt de redding van graaf Johan Maurits bij een ongeluk op een nabijgelegen brug waarbij hij te water raakte. In het gebouw is streekcentrum De Skûle gevestigd. 

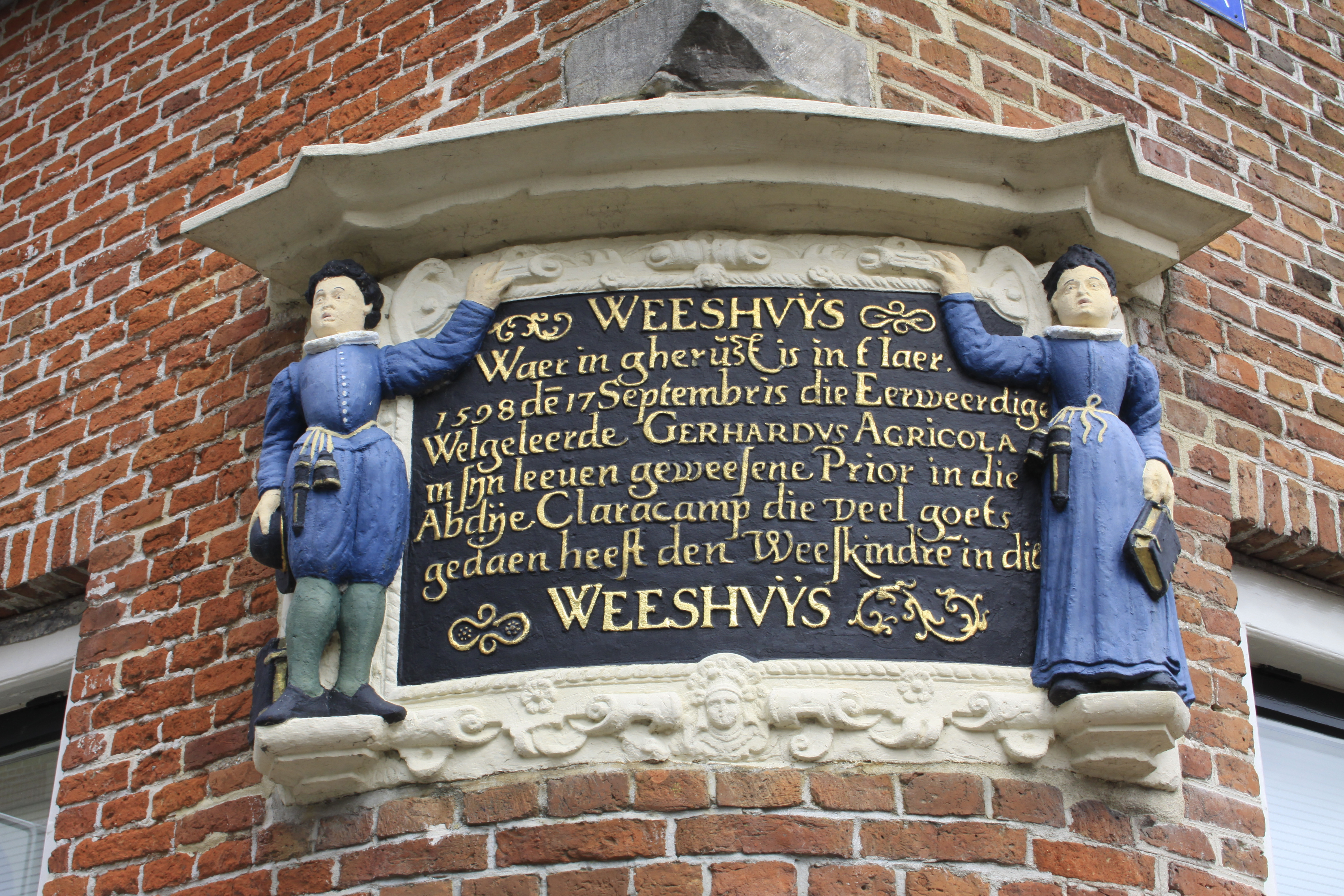
Gevelsteen (1598)
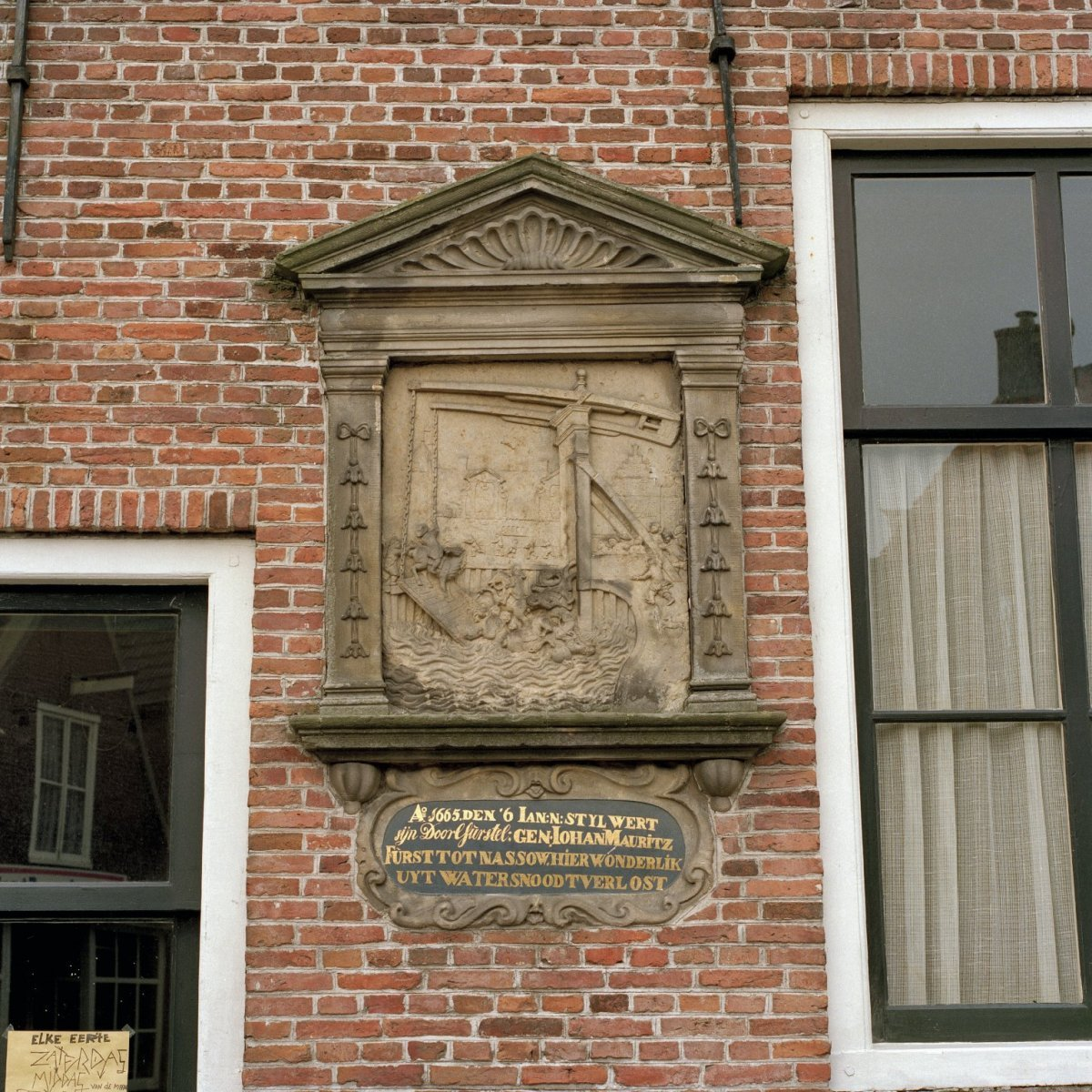
Gevelsteen (1665)